# Port lotniczy Enniskillen-St Angelo
Port lotniczy Enniskillen-St Angelo (IATA: ENK, ICAO: EGAB) – port lotniczy znajdujący się w Trory koło Enniskillen, w Irlandii Północnej (Wielka Brytania).